# Faltentang

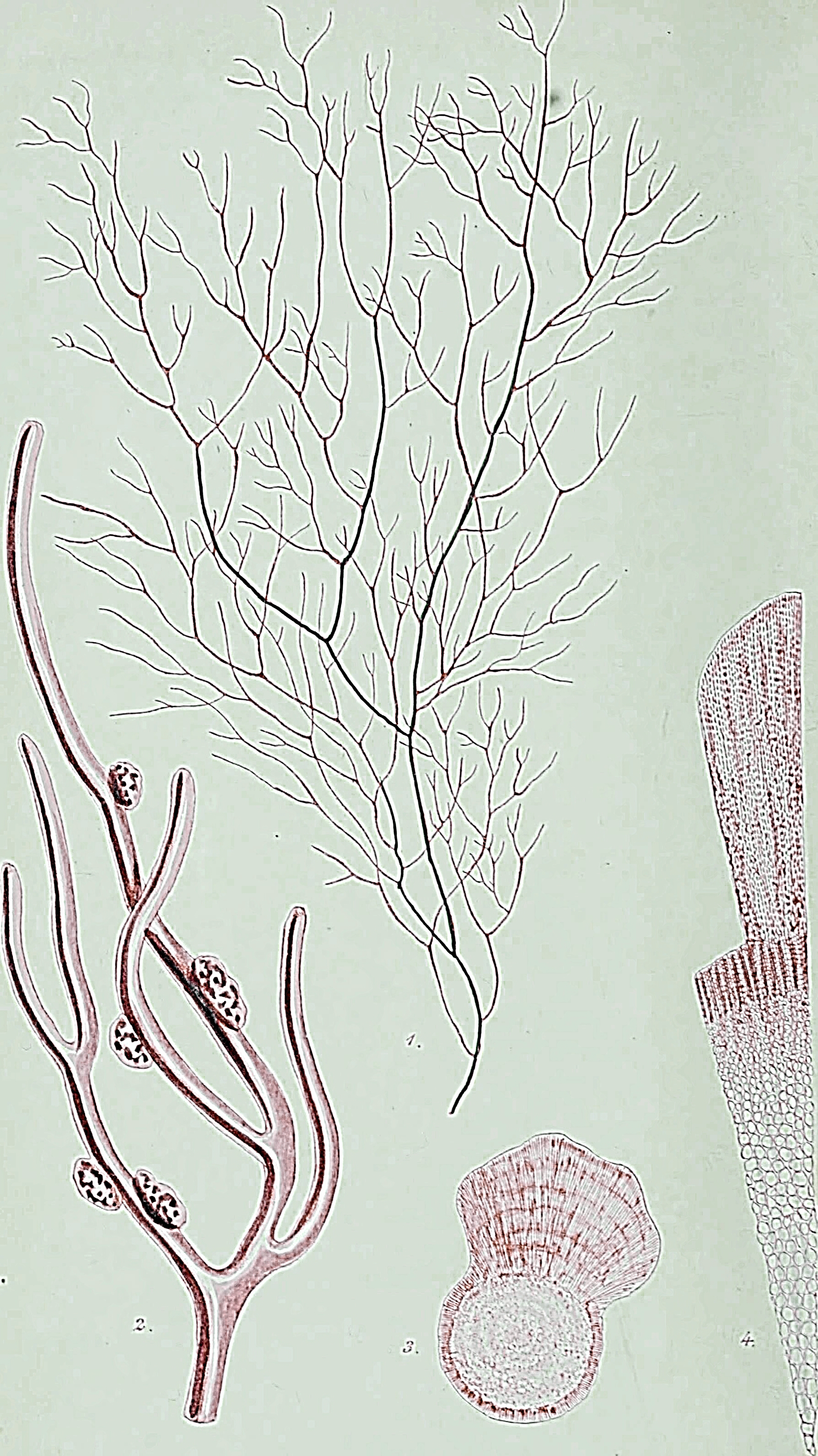
Illustration des Faltentangs: Gestalt (Mitte oben), ungeschlechtliche Vermehrung (unten links), Querschnitte (unten rechts)

Der Faltentang (Ahnfeltia plicata) ist eine Art der Rotalgen. Er ist an den Meeresküsten weit verbreitet und kommt auch in der Nordsee und Ostsee vor. Er wird zur Gewinnung von Agar genutzt.

## Beschreibung
Der Faltentang ist mit seinen hornig-drahtartigen Ästen, die oft verworrene Büschel bilden, leicht zu erkennen. Aus einer krustenartigen Basalscheibe entspringen mehrere zylindrische Äste mit einem Durchmesser von 0,5 bis 1 Millimeter, die sich stark unregelmäßig bis fast dichotom verzweigen. Ihre Farbe ist braun-violett, schwarz-purpur oder schwarz, nur die stumpfen Endabschnitte sind meist hell. Die Thallus-Büschel werden bis 12 Zentimeter hoch (selten bis 20 Zentimeter).

## Entwicklungszyklus
Der Faltentang ist eine langsam wachsende, ausdauernde Art und kann wahrscheinlich 5 bis 10 Jahre überleben. Er durchläuft drei sehr verschiedenartige Generationen. Das Astbüschel ist der Gametophyt. Männliche Exemplare bilden Ansammlungen von Spermatangien, die als Verdickungen der Äste im mittleren Teil der Alge zu erkennen sind. Weibliche Exemplare bilden bis 5 Millimeter lange Ansammlungen von Gametangien seitlich an den Achsen. Nach der Befruchtung entsteht auf der weiblichen Alge der mikroskopisch kleine Karposporophyt. Er setzt Karposporen frei, die auf Steinen auskeimen und zum Tetrasporophyt heranwachsen. Dieser hat die Gestalt einer dünnen violetten Kruste und wurde früher für eine eigene Art (Porphyrodiscus simulans) gehalten. Dort werden die Tetrasporen gebildet, aus denen wieder ein büscheliger Gametophyt entsteht.
Außerdem kommt bei den männlichen Gametophyten auch oft eine ungeschlechtliche Vermehrung vor: in astumfassenden Höckerchen werden Monosporen gebildet, die sich zu neuen Gametophyten entwickeln. Auch diese kleinen Höcker waren früher für eine eigene, parasitische Algenart (Sterrocolax decipiens) gehalten worden.

## Vorkommen
Der Faltentang ist an den Meeresküsten weit verbreitet: im Atlantik und Pazifik, im Indischen Ozean und vor der Antarktis. Sein Verbreitungsschwerpunkt liegt im nördlichen Atlantik. In der Nordsee kommt er unter anderem bei Helgoland und im Nord- und Ostfriesischen Wattenmeer vor, außerdem in der westlichen und östlichen Ostsee.
Er lebt in der unteren Gezeitenzone und im Sublitoral bis zu einer Tiefe von 12 Metern. Dort besiedelt er häufig sandbedeckte Felsen und Feuersteine.

## Systematik
Die wissenschaftliche Erstbeschreibung erfolgte 1762 durch William Hudson unter dem Namen Fucus plicatus (In: Flora anglica, S. 470). Elias Magnus Fries stellte die Art 1836 in die Gattung Ahnfeltia, deren Typusart Ahnfeltia plicata ist.
Es existieren zahlreiche Synonyme:
Ahnfeltia plicata f. pumila Lakowitz, Ahnfeltia plicata f. tenuior (Lyngbye) Rosenvinge,Ahnfeltia plicata f. tenuis (C.Agardh) Levring, Ceramium plicatum (Hudson) Roth, Fucus albus Hudson, Fucus plicatus Hudson, Fucus plicatus Esper, Fucus plicatus var. simplicior C.Agardh, Gigartina confervoides var. plicata (Esper) Lyngbye, Gigartina plicata (Hudson) J.V.Lamouroux, Gigartina plicata var. tenuior Lyngbye, Gigartina plicata var. simplicior Lyngbye, Gymnogongrus comosus Kützing, Gymnogongrus plicatus (Hudson) Kützing, Porphyrodiscus simulans Batters, Sphaerococcus plicatus (Hudson) C.Agardh, Sphaerococcus plicatus var. tenuis C.Agardh, Sphaerococcus plicatus var. simplicior (C.Agardh) C.Agardh, Sphaerococcus plicatus var. elongatus (Turner) C.Agardh, Sterrocolax decipiens F.Schmitz, Tylocarpus plicatus (Hudson) Kützing.

## Nutzung
Der Faltentang ist eine wichtige Quelle für Agar, das als Verdickungsmittel in der Lebensmittel- und Kosmetikindustrie sowie in der Mikrobiologie vielfach eingesetzt wird. Er wird vor allem in Russland an den Küsten des Weißen Meeres geerntet und liefert Agar hoher Qualität mit geringem Sulfatgehalt.